# Полях Володимир Романович
Володимир Романович Полях (нар. 28 серпня 1967, Самбір, Львівська область) — український баскетболіст і тренер.
Майстер спорту СРСР, майстер спорту України.
Головний тренер молодіжної баскетбольної збірної України (2010—2012).
Головний тренер МБК «Миколаїв» (з 2017).

## Життєпис
1986 р. — у складі молодіжної збірної СРСР срібний призер чемпіонату Європи в Австрії,
1987 р. — у складі молодіжної збірної СРСР учасник чемпіонату світу (7 місце) в Італії, У 1988—2005 протягом 17 років грав у баскетбол за МБК «Миколаїв».
У 2005—2008 рр. — тренер асистент МБК «Миколаїв»
У 2008—2009 рр. — головний тренер МБК «Миколаїв»
У 2010 році головний тренер БК «Львівська Політехніка».
У 2010—2011 рр. — тренер асистент БК «Львівська Політехніка».
У 2010—2012 рр. — головний тренер молодіжної баскетбольної збірної України.
У 2012—2014 рр. — головний тренер БК «Алмати», Казахстан.
У 2014—2016 рр. — головний тренер Баскетбольної національної збірної Молдови.
У 2015—2016 рр. — головний тренер запорізького БК «Хортиця».
З 2017 року — головний тренер МБК «Миколаїв».